# Astragalus bavanaticus
Astragalus bavanaticus là một loài thực vật có hoa trong họ Đậu. Loài này được (Maassoumi, Nowroozi & Podl.) Maassoumi, Nowroozi & Podl. mô tả khoa học đầu tiên năm 2005.